# 53253 Zeiler
53253 Zeiler è un asteroide della fascia principale. Scoperto nel 1999, presenta un'orbita caratterizzata da un semiasse maggiore pari a 2,6759054 UA e da un'eccentricità di 0,0714714, inclinata di 2,48582° rispetto all'eclittica.